# Friedrich Bernhard von Wickede
Friedrich Bernhard von Wickede (født 1748 i Lübeck, døbt 3. januar 1749, død 24. november 1825 i København) var en tysk-dansk pædagog, silhouettør og litterat.
Hans forældre var senator Bernhard von Wickede og Engel Gardruth Grube. Wickede studerede i Jena, bestyrerede senere en kostskole i Lübeck og fra 1790 en opdragelsesanstalt i Plön; 1800 blev han inspektør ved Constantin Bruns gods Antvorskov (solgt 1806).
Han var tillige en af samtiden højt beundret dyrker af den da så yndede kunst at klippe silhouetter. Han kom til København 1780 for at søge stilling og fik under sit ophold her tilknytning til kredsen omkring pastor Balthasar Münter, som også kom fra Lübeck. I det münterske hjem mødte han familierne Reventlow, Bernstorff, Stolberg og Schimmelmann, og mange af dem blev silhouetterede af Wickede. Med Münters søn Friedrich aflagde han besøg ved Johannes Ewalds båre på dennes dødsdag og tegnede et skyggerids af digterens profil. Wickede fik dog intet embede i København og forlod derfor byen igen. Han vendte i 1812 tilbage og kaldte sig da litterat.
En stor del af hans værker findes i et i slægten Reventlow nedarvet album (Reventlow-Museet Pederstrup). Derudover kendes bl.a. to silhouetter af Johannes Ewald (1780, privateje og 1781, Det Kongelige Bibliotek = i stambogen Ny kgl. Saml. 8°, 605) og gruppebilleder af familien Munter (slægtseje). 
Han blev gift 1. gang 9. maj 1774 i Lübeck med Augusta Dorothea Vanselow (3. oktober 1751 smst. - 7. november 1786 smst.) og 2. gang 18. november 1787 med Margrethe Elisabeth Haake (12. februar 1754 - 1. april 1800 på Antvorskov, begravet i Slagelse).
Han er begravet på Garnisons Kirkegård.